# Valdemar Andersen (manuskriptforfatter)
 Der er flere personer med dette navn, se Valdemar Andersen.
Valdemar Andersen (1889–1956) var en dansk manuskriptforfatter og filminstruktør.

## Filmografi

### Manuskript
- 1913 – Privatdetektivens Offer (instruktør Sofus Wolder)
- 1914 – Amors Krogveje (instruktør Robert Dinesen)
- 1914 – Husassistenten (instruktør Holger-Madsen)
- 1914 – Tøffelhelten (instruktør Robert Dinesen)
- 1914 – De besejrede Pebersvende (instruktør Lau Lauritzen Sr.)
- 1915 – En slem Dreng (instruktør Lau Lauritzen Sr.)
- 1915 – Ungkarl og Ægtemand (instruktør A.W. Sandberg)
- 1916 – Hjertestorme (instruktør August Blom)
- 1916 – Sommer-Kærlighed (instruktør Lau Lauritzen Sr.)
- 1916 – Gentlemansekretæren (instruktør Martinius Nielsen)
- 1916 – Fyrstindens Skæbne (instruktør George Schnéevoigt)
- 1916 – Eventyr paa Fodrejsen (instruktør Lau Lauritzen Sr.)
- 1916 – Den værdifulde Husassistent (instruktør Lau Lauritzen Sr.)
- 1916 – Livets Genvordigheder (instruktør Alexander Christian)
- 1916 - Det firbenede Plejebarn (instruktør Lau Lauritzen Sr.)
- 1916 – Maaneprinsessen (instruktør Holger-Madsen)
- 1916 – Stakkels Meta (instruktør Martinius Nielsen)
- 1916 – Hønseministerens Besøg (instruktør Lau Lauritzen Sr.)
- 1916 – En dejlig Dag (instruktør Lau Lauritzen Sr.)
- 1916 – En nydelig Onkel (instruktør Lau Lauritzen Sr.)
- 1916 – Arvetanten (instruktør Lau Lauritzen Sr.)
- 1916 – Don Juans Overmand (instruktør Lau Lauritzen Sr.)
- 1916 – Blandt Samfundets Fjender (instruktør Robert Dinesen)
- 1917 – Pjerrot (instruktør Hjalmar Davidsen)
- 1917 – Ansigtet lyver II (instruktør Alexander Christian)
- 1917 – Skriget fra Djævlekløften (instruktør Alexander Christian)
- 1917 – Den megen Kærlighed (instruktør Lau Lauritzen Sr.)
- 1917 – Den ny Rocambole (instruktør Robert Dinesen)
- 1917 – Sufflørens Stedfortræder (instruktør Lau Lauritzen Sr.)
- 1917 – Ansigtet lyver I (instruktør Alexander Christian)
- 1918 – En Lykkeper (instruktør Gunnar Sommerfeldt)
- 1918 - Ægtemand for en Time (instruktør Lau Lauritzen Sr.)
- 1918 - Reservestatisten (instruktør Lau Lauritzen Sr.)
- 1918 – Ægteskabshaderne (instruktør Lau Lauritzen Sr.)
- 1918 – Hjertebetvingeren (instruktør Lau Lauritzen Sr.)
- 1918 – Jalousiens Magt (instruktør Lau Lauritzen Sr.)
- 1918 – Kærlighed og Pædagogik (instruktør Lau Lauritzen Sr.)
- 1918 – Mirakeltjeneren (instruktør Lau Lauritzen Sr.)
- 1919 – Solskinsbørnene (instruktør A.W. Sandberg)
- 1919 – Krigsmillionæren (instruktør Emanuel Gregers)
- 1919 – Klavervirtuosen (instruktør Lau Lauritzen Sr.)
- 1919 – Nellys Riddere (instruktør Lau Lauritzen Sr.)
- 1919 – Godsejeren (instruktør Lau Lauritzen Sr.)
- 1919 – Mesterdetektiverne (instruktør Lau Lauritzen Sr.)
- 1919 – Nalles Børnehave (instruktør Lau Lauritzen Sr.)
- 1919 - Hendes Mands Forlovede (instruktør Lau Lauritzen Sr.)
- 1919 – Maharajaens Yndlingsflamme (instruktør Lau Lauritzen Sr.)
- 1919 – Et nydeligt Trekløver (instruktør Oscar Stribolt)
- 1919 – Mandens Overmand (instruktør Lau Lauritzen Sr.)
- 1919 – Skandalemageren (instruktør Lau Lauritzen Sr.)
- 1919 – Kærlighed og Kontanter (instruktør Lau Lauritzen Sr.)
- 1919 – Brændt a' (instruktør Lau Lauritzen Sr.)
- 1920 – Har jeg Ret til at tage mit eget Liv? (instruktør Holger-Madsen)
- 1920 – Den flyvende Hollænder, I-IV (instruktør Emanuel Gregers)
- 1920 – Borgslægtens Historie (instruktør Gunnar Sommerfeldt)
- 1921 – Lykkens Galoscher (instruktør Gunnar Sommerfeldt)
- 1921 – Kærlighed og Fuglekvidder (instruktør Lau Lauritzen Sr.)
- 1921 – Harems-Mystik (instruktør Lau Lauritzen Sr.)
- 1921 – De livlige Statuer (instruktør Lau Lauritzen Sr.)
- 1922 – Jafet, der søger sig en Fader, I-IV (instruktør Emanuel Gregers)
- 1922 – Præsten i Vejlby (instruktør August Blom, 1922)
- 1922 – Han er Mormon (instruktør Lau Lauritzen Sr.)
- 1922 – Frie Fugle (instruktør Emanuel Gregers)
- 1922 – Den sidste af Slægten (instruktør Emanuel Gregers)
- 1923 – Lasse Månsson fra Skaane (instruktør A.W. Sandberg)
- 1929 – Kys, Klap og Kommers (instruktør Lau Lauritzen Sr.)
- 1942 – Ved forenede Kræfter (instruktør ubekendt)
- 1944 - Danmarks kolonihaver

### Som instruktør
- 1927 – Dydsdragonen
- 1927 – Die weisse Geisha (instruktør Heinz Karl Heiland, Valdemar Andersen)
- 1928 – Kongen af Pelikanien